# Hydropsyche ornatula
Hydropsyche ornatula är en nattsländeart som beskrevs av Mclachlan 1878. Hydropsyche ornatula ingår i släktet Hydropsyche och familjen ryssjenattsländor.

## Underarter
Arten delas in i följande underarter:
- H. o. borealis
- H. o. nigrescens